# Euphyia dolomitana
Euphyia dolomitana är en fjärilsart som beskrevs av Habich. 1902. Euphyia dolomitana ingår i släktet Euphyia och familjen mätare. Inga underarter finns listade i Catalogue of Life.